# Ghiacciaio Christy
Il Ghiacciaio Christy (in lingua inglese: Christy Glacier) è un ghiacciaio tributario antartico dalle ripide pareti, che fluisce in direzione sudest lungo fianco sudoccidentale della Breyer Mesa per andare a confluire nel Ghiacciaio Amundsen, nei Monti della Regina Maud, in Antartide. 
Il ghiacciaio è stato mappato dall'United States Geological Survey sulla base di rilevazioni e di foto aeree scattate dalla U.S. Navy nel periodo 1960-64.
La denominazione è stata assegnata dall'Advisory Committee on Antarctic Names (US-ACAN) in onore di Clarence C. Christy, responsabile dell'officina di manutenzione al campo di volo di Williams Field, nel Canale McMurdo, durante l'Operazione Deep Freeze del 1967.